# Томас Догерті
Томас Ентоні Догерті (англ. Thomas Doherty; нар. 21 квітня 1995, Единбург, Шотландія) — шотландський актор і співак, відомий своїми ролями Шона Меттьюза в музичному серіалі «Лодж» на каналі Disney Channel та Гаррі Гака у серії фільмів «Спадкоємці». У 2021 році він зіграє головну роль у перезавантаженні серіалу «Пліткарка» на HBO Max.

## Життєпис
Догерті народився  21 квітня 1995 року і виріс в Единбурзі, Шотландія. У нього є старший брат і молодша сестра,батьки працювали у банківському бізнесі. Догерті відвідував Королівську вищу школу в Единбурзі. Після закінчення вищої школи, Догерті відвідував Академію виконавських мистецтв в Единбурзі, Шотландія. Він закінчив навчання після музичного театру в Академії MGA у липні 2015 року та підписав контракт з Олівією Белл Менеджмент у Лондоні.

## Кар'єра
Після закінчення Академії виконавських мистецтв MGA влітку 2015 року Доерті почав працювати офіціантом в ресторані Tigerlilly в Единбурзі. У вихідні дні Доерті розподіляв час між прослуховуванням та роботою з Edinburgh Fringe. Доерті запропонували роль Шона Метьюз у серіалі «Лодж». Він мав пройти інтенсивне тренування для гірських велосипедистів, щоб підготуватися до цієї ролі. «Лодж» знімався в Белфасті, Північна Ірландія.  Хоча персонаж Доерті - шотландський, він зосередився на зменшенні свого акценту, щоб полегшити життя  глядачам у всіх 108 країнах, в яких «Лодж» виходив в ефір. У грудні 2016 року «Лодж» було оновлено для другої серії, виробництво якої розпочалося в лютому 2017 року.
У 2016 році Доерті пройшов прослуховування для фільму «Спадкоємці 2» і був прийнятий у ролі Гаррі Гака, сина негідника, капітана Джеймса Гака, з Пітера Пена. Серіал «Спакоємці 2» був знятий у Ванкувері, Канада в 2016 році та був показаний на каналі Disney Channel 21 липня 2017. Він повторив свою роль Гаррі у третій частині франшизи «Нащадких», прем'єра якої відбулася в 2019 році. У серпні 2017 року Доерті був визнаний одним із 50 найпридатніших хлопців у світі за версією журналу Vogue. З 2019 по 2020 рік він зіграв роль Себастьяна у серіалі «Спадок» на телеканалі CW. Потім у березні 2020 року було оголошено, що Доерті збирається знятися у майбутній підлітковій драмі «Пліткарка» на HBO Max.

## Особисте життя
З грудня 2016 року по жовтень 2020 року Догерті перебував у стосунках з актрисою Дав Камерон, яка зіграла роль у «Спадкоємцях».  

## Фільмографія
| Рік       | Назва                          | Оригінальна назва                  | Роль               | Примітки                   |
| --------- | ------------------------------ | ---------------------------------- | ------------------ | -------------------------- |
| 2013      | Дракула                        | Dracula                            | Вуличний хлопчик   | епізод: "Слуга двом панам" |
| 2016–2017 | Лодж                           | The Lodge                          | Шон Метьюз         | головна роль               |
| 2017      | Спадкоємці 2                   | Descendants 2                      | Гаррі Гак          | телевізійний фільм         |
| 2018      | Вільний танець                 | Free Dance                         | Зандер             | фільм                      |
| 2018      | Під морем: історія спадкоємців | Under the Sea: A Descendants Story | Гаррі Гак          | короткометражний фільм     |
| 2019      | Спадкоємці 3                   | Descendants 3                      | Гаррі Гак          | телевізійний фільм         |
| 2019      | Катерина Велика                | Catherine the Great                | Петро Завадовський | 1 епізод                   |
| 2019–2020 | Спадок                         | Legacies                           | Себастьян          | повторювана роль           |
| 2020      | Меломанка                      | High Fidelity                      | Ліам Шоукросс      | 3 епізоди                  |
| 2021      | Плітарка                       | Gossip Girl                        | Макс Вульф         | головна роль               |
| 2022      | Запрошення                     | The Invitation                     | Де Вілья           |                            |

## Зовнішні посилання
- Томас Догерті на сайті IMDb (англ.)